# Волна (объективы)
Волна́ — семейство фотографических объективов-анастигматов для однообъективных зеркальных фотоаппаратов, разработанных в ГОИ им. Вавилова в середине 1970-х годов. Почти все объективы линейки относятся к нормальным и обладают повышенной светосилой. Выпускались на ЛОМО и заводе «Арсенал», а под названием «Зенитар» вошли в производственную программу КМЗ им. Зверева для комплектации «Зенитов».

## Технические особенности
Все объективы марки «Волна» выпускались с многослойным ахроматическим просветлением и к концу 1980-х годов считались одними из лучших в СССР. Оптическое устройство, как и у большинства иностранных нормальных объективов тех лет, основано на принципах полусимметричной версии классического немецкого Zeiss Planar типа «двойного Гаусса». 
Отличие объективов «Волна» заключается во второй по счёту линзе, которая вместо склеенного дублета представляет собой комбинацию из отрицательного и слабого положительного менисков, разделённых воздушным промежутком. При этом отрицательный мениск способствует увеличению поля зрения, а положительный обеспечивает исправление аберраций широких наклонных пучков. Как и для большинства наиболее известных иностранных аналогов, основой при разработке стал объектив Ultron, рассчитанный немецким оптиком Альбрехтом Тронье (нем. Albrecht Wilhelm Tronnier) для компании Voigtlander в 1950 году. В более светосильных объективах («Волна-4» 1,4/50) усложнению подвергается задний компонент по принципу немецкого Schneider Xenon, который был получен из конструкции Хораса Ли (англ. Horace William Lee). Большинство объективов «Волна» предназначались для малоформатной аппаратуры, и только «Волна-3» и «Волна-5» разработаны как штатные для среднеформатных «Киева-88» и «Автоликон-645» соответственно.
| Модель                      | Соединение           | Фокусное расстояние | Светосила | Угловое поле |
| --------------------------- | -------------------- | ------------------- | --------- | ------------ |
| МС Волна (Волна-1, Зенитар) | Байонет К, М42       | 52 мм               | ƒ/1,8     | 45°          |
| МС Волна-3                  | Байонет В, Байонет Б | 80 мм               | ƒ/2,8     |              |
| МС Волна-4                  | Байонет К, Байонет F | 52,38 мм            | ƒ/1,4     | 44°          |
| МС Волна-5                  |                      | 70 мм               | ƒ/2,8     |              |
| МС Волна-8Н                 | Байонет F            | 52,12 мм            | ƒ/1,2     | 45°          |
| МС Волна-9 Макро            | М42×1, Байонет К     | 50 мм               | ƒ/2,8     | 46°          |
| MC Волна-10K                | Байонет К            | 35 мм               | ƒ/1,8     | 64°          |
| МС Волна-12К                | Байонет К            | 35 мм               | ƒ/2,8     | 65°          |
| МС Волна-14                 | Байонет В, Байонет Б | 75 мм               | ƒ/2,8     |              |
| Волна-17Т                   |                      | 50 мм               | ƒ/2,0     |              |

Объектив «MC Волна-9 Макро» был единственным советским специализированным макрообъективом, способным заменить удлинительные кольца вплоть до масштаба 1:2. Его особенность заключается в том, что расчёт выполнен не для «бесконечности», а для конечной дистанции, обеспечивая максимальную резкость при съёмке близких объектов. Это достигается за счёт применения «плавающих» элементов, при фокусировке перемещающихся внутри объектива вместо всего линзового блока.
- Фотоаппарат «Киев-60 TTL» с «Волной-3Б»
- Объектив «MC Волна-3» 2,8/80
- Фотоаппарат «Алмаз-102» с объективом «МС Волна-4»
- Объектив «МС Волна-9 Макро» 2,8/50